# NGC 5504C
NGC 5504C is een spiraalvormig sterrenstelsel in het sterrenbeeld Ossenhoeder. Het hemelobject werd op 7 juni 1880 ontdekt door de Franse astronoom Édouard Jean-Marie Stephan.

## Synoniemen
- UGC 9086
- MCG 3-36-82
- ZWG 103.115
- KUG 1409+161B
- PGC 50713